# Melaleuca osullivanii
Melaleuca osullivanii är en myrtenväxtart som beskrevs av Lyndley Alan Craven och Lepschi. Melaleuca osullivanii ingår i släktet Melaleuca och familjen myrtenväxter. Inga underarter finns listade i Catalogue of Life.